# Франгеш-Миханович, Роберт
Роберт Франгеш-Миханович (хорв. Robert Frangeš-Mihanović; 2 октября 1872, Сремска-Митровица, Транслейтания — 12 января 1940, Загреб, Хорватская бановина) — хорватский скульптор и медальер. Один из основоположников современной хорватской и югославской скульптуры, выдающийся деятель культуры на рубеже XIX—XX столетий.

## Биография
Роберт Франгеш-Миханович родился в октябре 1872 года на полуострове Срем. В 1889 году окончил Загребскую ремесленную школу, где его учителями были скульпторы Чирил Ивекович и Игнят Франц, а также слесарь Джюро Бурич. Затем он отправился учиться в Вену, где закончил обучение в Школе прикладного искусства (1889—1894 годы) и в Академии изящных искусств, в классе скульпторов Отто Кёнига и Карла Кундмана (1894—1895 гг.). Затем некоторое время преподавал в Загребской Школе прикладного искусства. А завершил Франгеш-Миханович своё художественное образование в Париже, в 1900—1901 годах, где познакомился с Медардо Россо и Огюстом Роденом. Возвратившись на родину, он вновь в качестве преподавателя вернулся в загребскую Школу прикладного искусства (до 1907 года), а затем пополнил преподавательский штат Загребской Академии искусств. Помимо этого Франгеш-Миханович был членом ряда художественных академий, в том числе и за пределами Югославии (например, Пражской Академии). Он являлся одним из основателей Общества Хорватских художников (1897), союза югославских художников «Lada» (1904) и Загребской Академии изящных искусств. Известнейшим учеником Франгеш-Михановича был его земляк, сремский хорват Йоза Туркаль.
Франгеш-Миханович был в своём творчестве весьма разносторонен. Он был выдающимся мастером-медальером, создателем многочисленных литых изображений, таких, как Геракл и бык (1899), Виноградари (1900), Турция (1904) и др., являясь также основоположником хорватского медальерного искусства. Был автором различных статуэток аллегорического, мифологического и религиозного характера (Невинность (1902), Бегство в Египет (1906), Похищение Европы (1906)), а также портретов и бюстов (Ватрослава Лисинского (1895), Антуна Михановича (1908), Анте и Степана Радичей (1936)). В 1897 году Франгеш-Миханович создал памятник павшим солдатам 78-го полка в Осиеке. Вместе с аллегорическим литьём Философия, этот памятник является наиболее ранним произведением импрессионистского стиля в хорватской скульптуре. В то же время скульптор работал и в академическом направлении, и как символист. В своём позднем, зрелом творчестве он выступал в собственном, реалистическом стиле.
Наиболее известным произведением Франгеш-Михановича является монументальная конная статуя хорватского короля Томислава I, отлитая им в 1928—1938 годах и установленная в Загребе после Второй мировой войны, в 1947 году (коммунистическая власть не позволила украсить пьедестал Франгешевыми барельефами и хорватской шаховницей — лишь в 1991 году они заняли законное место на пьедестале королевского монумента).

## Галерея

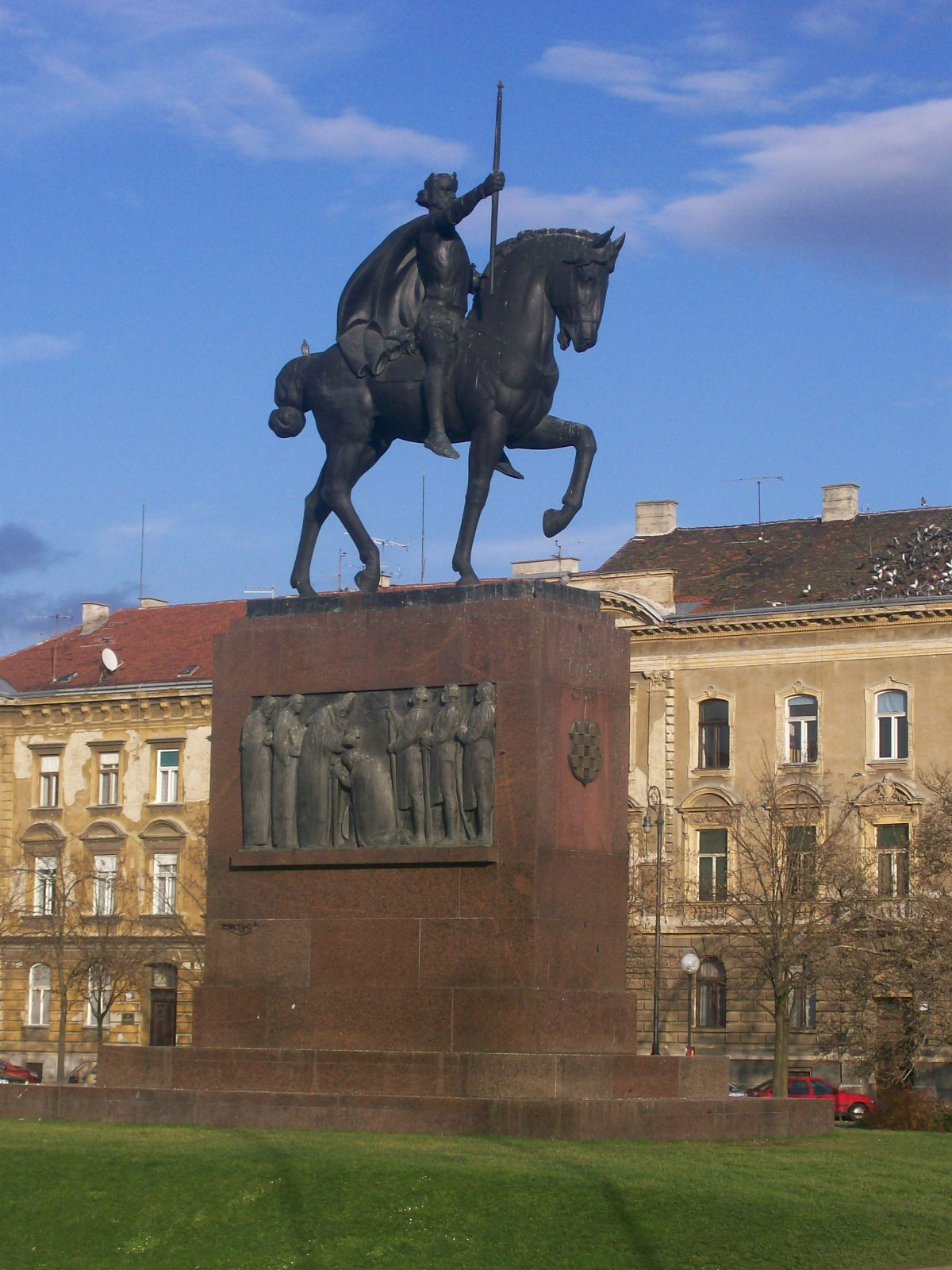
Памятник королю Томиславу I в Загребе
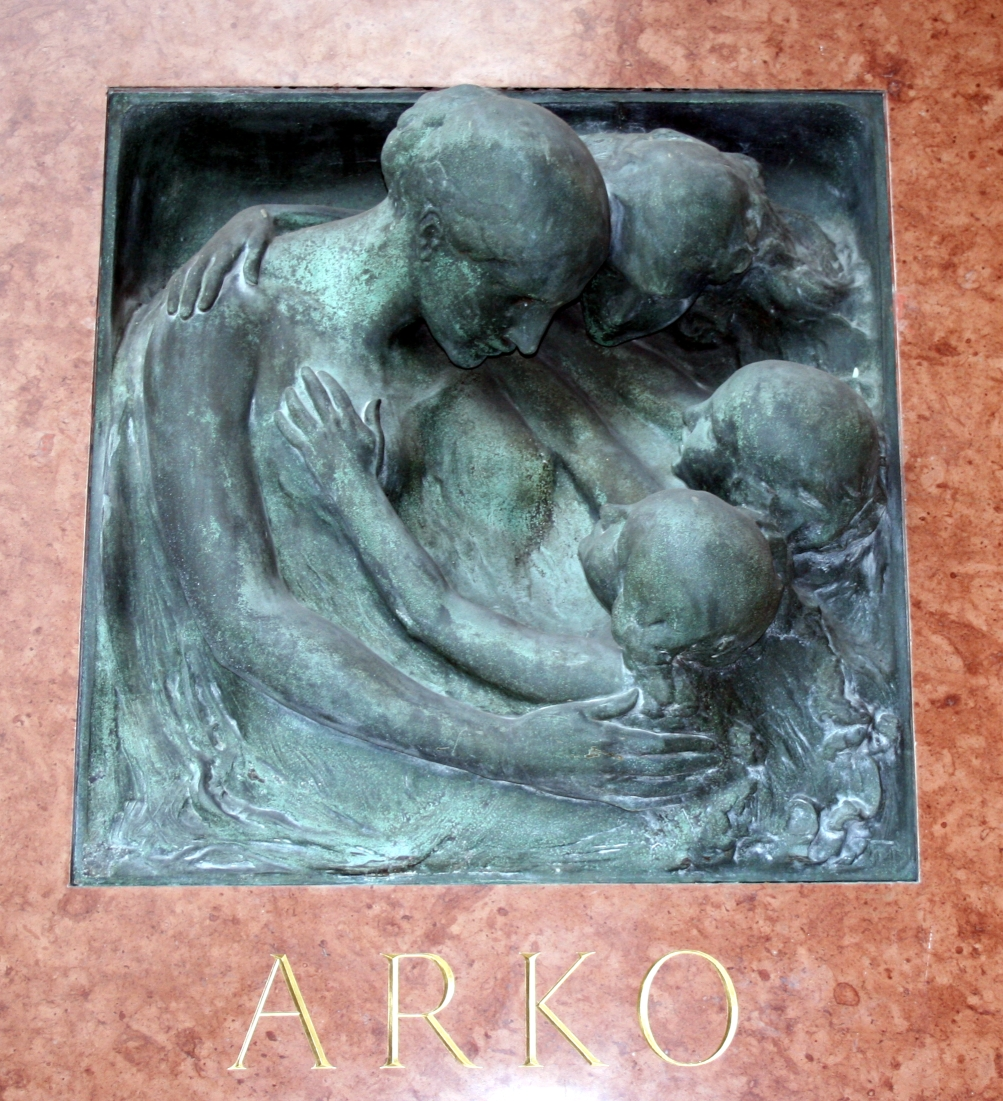
Арко
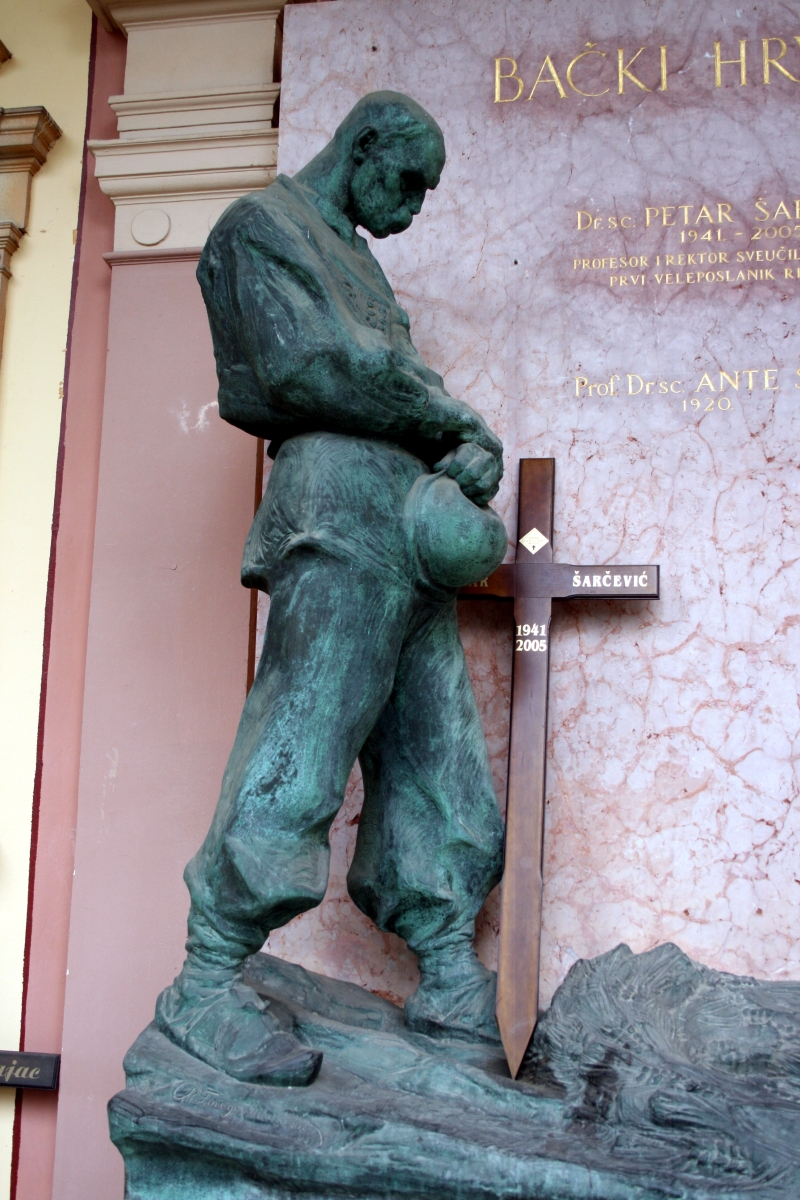
Хорватам Бачки
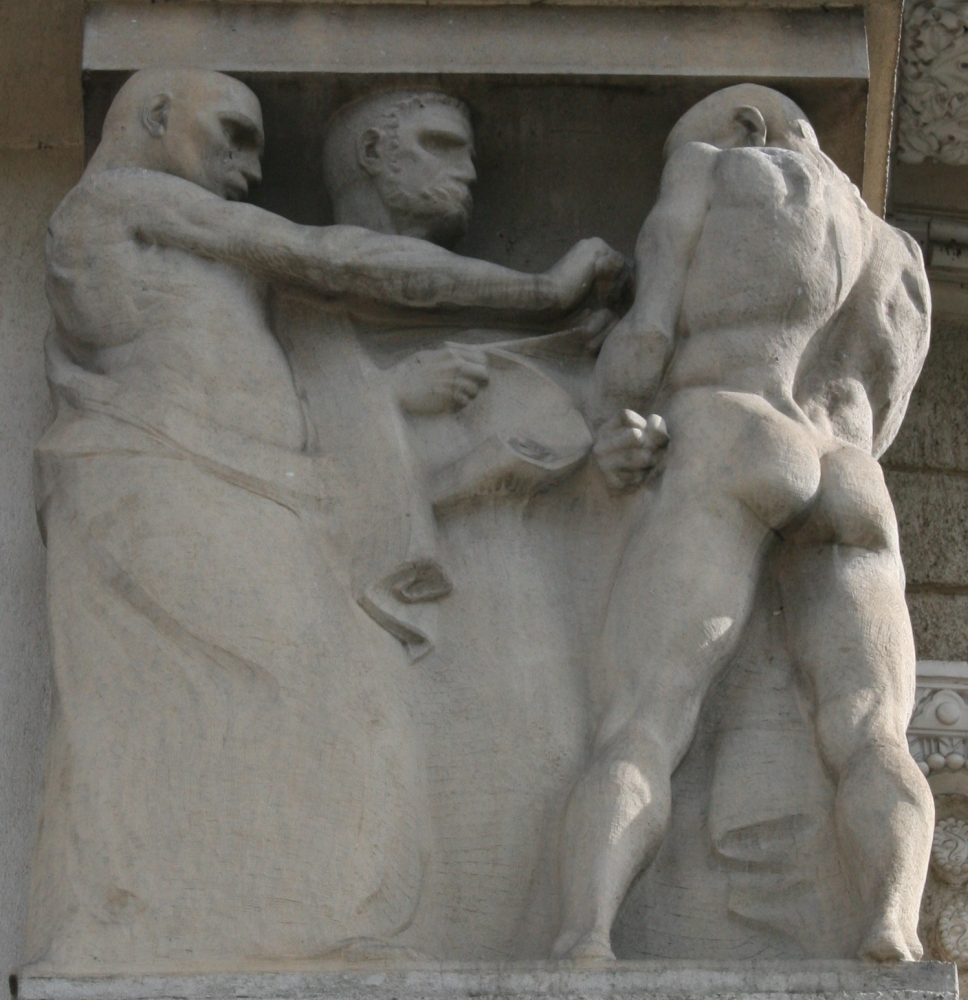
Юстиция
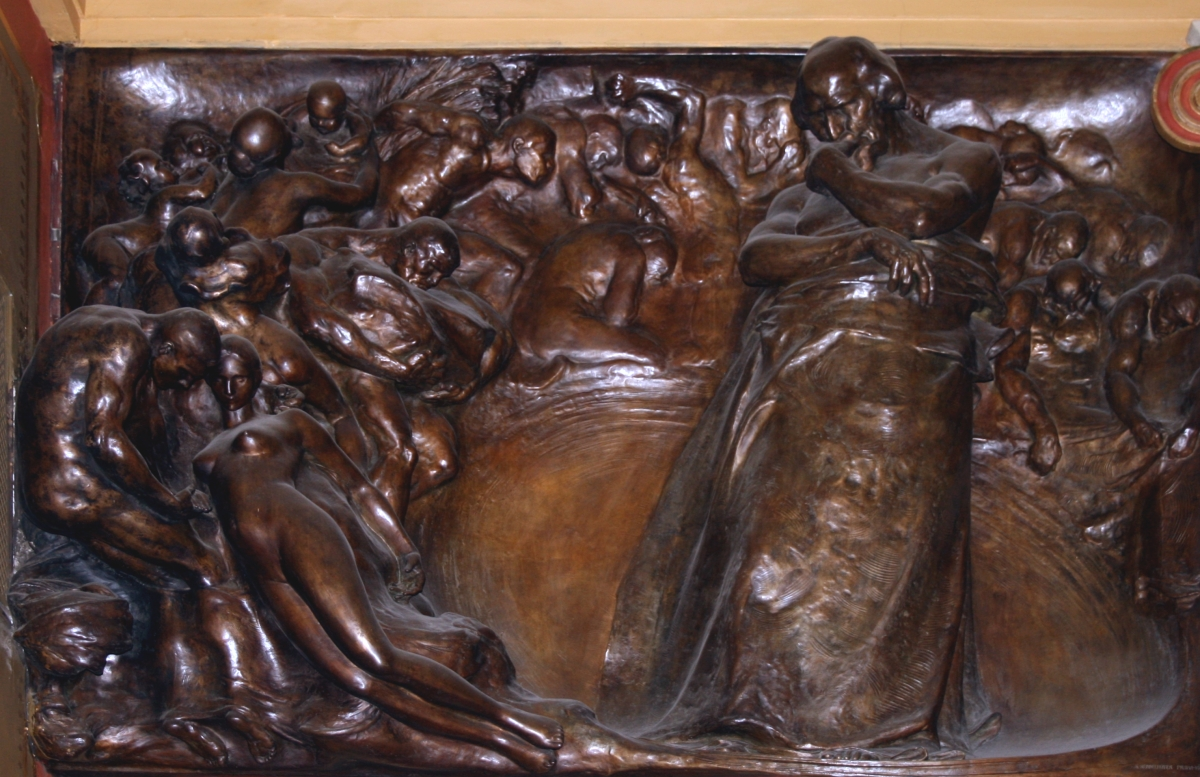
Философия